# Marie Françoise Ouedraogo
Pour les articles homonymes, voir Ouedraogo.
Marie Françoise Ouedraogo, née le 3 décembre 1967 à Ouagadougou au Burkina Faso, est une mathématicienne burkinabé. En 1999 elle devient la première femme burkinabé à obtenir un doctorat en mathématiques au Burkina Faso. Elle est Professeur Titulaire  au Département de Mathématiques de l'université de Ouagadougou.

## Carrière
Marie Françoise Ouedraogo a étudié à l'université de Ouagadougou, où elle a fait sa première thèse (doctorat de 3e cycle) intitulée Sur les superalgèbres triples de Lie en 1999, sous la direction d'Akry Koulibaly. Elle a aussi soutenu une thèse d’université à l'université Blaise-Pascal à Clermont-Ferrand sur les opérateurs pseudodifférentiels, en 2009, sous la codirection de Sylvie Paycha et Akry Koulibaly,.
En 2005, le gouvernement burkinabé crée la Politique nationale de bonne gouvernance (PNBG) et nomme Marie Françoise Ouedraogo secrétaire permanente chargée de développer le projet. Parmi ses missions, la PNBG vise à réduire la corruption au Burkina Faso,. À partir de 2009, elle est la présidente de la commission « Femmes et mathématiques » en Afrique au sein de l'Union mathématique africaine (African Mathematical Union Commission on Women in Mathematics in Africa, AMUCWMA). En 2013, elle est la première présidente d'Association des femmes africaines en mathématiques (AWMA) lorsque l'association est créée.

## Travaux
Avec Marie-Françoise Roy, alors « convenor » d'European Women in Mathematics (EWM), elle organise un atelier pour les mathématiciennes africaines en octobre 2012 à Ouagadougou, qui s'est tenu sous l'égide de l'Union mathématique africaine (UMA) et du Centre international de mathématiques pures et appliquées (CIMPA) . Deux autres ateliers ont été organisés au Cap en Afrique du Sud, en 2013, ainsi qu'à Naivasha, au Kenya, en 2015.
Elle donne régulièrement des conférences, tels que Extension de la trace canonique et déterminants associés, Anomalies multiplicatives de déterminants régularisés ou Traces régularisées d'opérateurs pseudodifférentiels classiques.
Directrice de l'Institut de Formation Ouverte de l'université Joseph KI-ZERBO (IFOAD-UJKZ) depuis Novembre 2020.

## Publications
- Extension of the canonical trace and associated determinants, thèse de l'université Blaise-Pascal (Clermont-Ferrand II), sous la direction de  Akry Koulibaly et  Sylvie Paycha, 2009[10].
- On the existence of ad-nilpotent elements, Afrika Matematika (2014), DOI 10.1007/s13370-014-0246-y (avec Come Jean Antoine Bere and Nakelgbamba Boukary Pilabre).
- A symmetrized canonical determinant on odd-class pseudodifferential operators, Geometric and topological methods for quantum field theory, 381–393, Cambridge Univ. Press, Cambridge, 2010.
- Uniqueness of traces on log-polyhomogeneous pseudodifferential operators, J. Aust. Math. Soc. 90, No. 2, 171-181 (2011) (avec Catherine Ducourtioux).
- The multiplicative anomaly for determinants revisited; locality, Commun. Math. Anal. 12 , no 1, 28-63 (2012) (avec Sylvie Paycha)[11].
- Classification of traces and associated determinants on odd-class operators in odd dimensions, SIGMA Symmetry Integrability Geom. Methods Appl. 8 Paper 023, 25pp (2012) (avec Carolina Neira).
- A symmetrized canonical determinant on Odd-Class pseudodifferential operators[12]
- Supersystèmes triples de Lie associés aux superalgèbres de Malcev, Afrika Matematica (3) 14 (2002), 19-30 (avec Akry Koulibaly).
- Super-représentations faibles de superalgèbres de Malcev, Afrika Matematica (3) 14 (2002), 5-17 (avec Akry Koulibaly)[13].